# Atak na Biełgorod (2023)
Atak na Biełgorod – atak przeprowadzony na rosyjskie miasto obwodowe Biełgorod 30 grudnia 2023 roku, w czasie rosyjskiej inwazji na Ukrainę. W wyniku eksplozji zginęło co najmniej 25 osób, a ponad 100 zostało rannych. Źródła rosyjskie twierdziły, że eksplozje były efektem ostrzału Sił Zbrojnych Ukrainy. Ukraina przypisała je działaniu rosyjskiej obrony przeciwlotniczej.
Władze Federacji Rosyjskiej poinformowały również, że tego samego dnia zestrzeliła drony w innych rosyjskich miastach. Do ataku doszło dzień po tym, jak Rosja przeprowadziła zmasowane naloty na ukraińskie miasta, w wyniku których zginęło 55 osób, a 171 zostało rannych. Ministerstwo Obrony Federacji Rosyjskiej określiło zdarzenie „atakiem terrorystycznym”, który „nie pozostanie bezkarny” wystrzeliwując następnego dnia w odwecie 49 dronów w ukraińskie miasta.
Atak na Biełgorod z 30 grudnia 2023 roku to największy pod względem liczby ofiar śmiertelnych atak w rosyjskim mieście od początku pełnoskalowej wojny z Ukrainą rozpoczętej 24 lutego 2022 roku.

## Tło
29 grudnia 2023 roku miała miejsce największa fala rosyjskich ataków rakietowych i dronowych na Ukrainę w czasie wojny. 30 grudnia 2023 roku w wyniku rosyjskich ataków ucierpiał Charków.
Tego samego dnia rosyjscy urzędnicy poinformowali, że nad obwodami briańskim, kurskim, moskiewskim i orłowskim zestrzelono 32 ukraińskie drony. Według strony rosyjskiej w odrębnych ostrzałach w obwodach briańskim i biełgorodzkim zginęły dwie osoby, w tym dziewięcioletnie dziecko, a cztery inne zostały ranne.

## Atak
Do eksplozji w Biełgorodzie, oddalonym o 40 kilometrów od granicy z Ukrainą, doszło w ciągu dnia. Ministerstwo Obrony Federacji Rosyjskiej twierdziło, że użyto czeskich rakiet RM-70 Vampire oraz ukraińskich Wilch wyposażonych w głowice z amunicją kasetową, które miały pochodzić z wieloprowadnicowej wyrzutni rakietowej zlokalizowanej w obwodzie charkowskim. Według BBC News jest mało prawdopodobne, aby rakiety Vampire mogły dotrzeć do Biełgorodu z terytorium Ukrainy bez modyfikacji zwiększających ich zasięg. Według rosyjskich źródeł, wśród dotkniętych lokalizacji znalazło się lodowisko znajdujące się na Placu Katedralnym, centrum handlowe, centrum sportowe i uniwersytet.
W atakach zginęło 25 osób, w tym czworo dzieci, a 108 osób, w tym 17 dzieci, zostało rannych.
BBC News powołując się na źródła w ukraińskich służbach bezpieczeństwa poinformowało, że siły ukraińskie wystrzeliły ponad 70 dronów przeciwko rosyjskim celom wojskowym „w odpowiedzi na rosyjskie ataki terrorystyczne na ukraińskie miasta i ludność cywilną”, a wydarzenia w Biełgorodzie przypisano „niekompetentnej pracy rosyjskiej obrony przeciwlotniczej”, co doprowadziło do upadku fragmentów pocisków. Mieszkańcy powiedzieli także, że syreny alarmowe usłyszeli dopiero 30 minut po rozpoczęciu ataków. Kilka wyznaczonych schronów w momencie ataku było zamkniętych, a część mieszkańców nie wiedziała, gdzie się schronić ze względu na politykę rządu zakazującą ujawnienia lokalizacji schronów.

## Skutki
Ministerstwo Obrony Federacji Rosyjskiej zapowiedziało pomszczenie ataku poprzez kontynuowanie ataków jedynie na „obiekty wojskowe i infrastrukturę bezpośrednio z nimi związaną”.
Później tego samego wieczoru Rosja przeprowadziła ataki rakietowe na Charków, raniąc 28 osób, co według rosyjskiego Ministerstwa Obrony było bezpośrednią reakcją na ataki na Biełgorod. Rosjanie stwierdzili również, że przy użyciu precyzyjnych rakiet uderzyli wyłącznie w tamtejsze instalacje wojskowe, chociaż burmistrz Charkowa Ihor Terechow powiedział, że zamiast tego rakiety uderzyły w infrastrukturę cywilną, w tym „kawiarnie, budynki mieszkalne i biura”. Ministerstwo Spraw Wewnętrznych Ukrainy poinformowało o uszkodzeniach 12 bloków mieszkalnych, 13 domów, szpitali, budynku hotelowego, przedszkola, lokali handlowych, gazociągu i samochodów.
Rosyjskie Ministerstwo Obrony stwierdziło również, że w „ataku rakietowym na dawny hotel Pałac” w Charkowie zginęli „przedstawiciele Głównego Zarządu Wywiadu Ministerstwa Obrony Ukrainy i Sił Zbrojnych Ukrainy bezpośrednio zaangażowani w planowanie i realizację” ataku w Biełgorodzie. Jak stwierdzono, w ataku na budynek Służby Bezpieczeństwa Ukrainy w obwodzie charkowskim i tymczasowy punkt rozmieszczenia Prawego Sektora, zginął „personel SBU, zagraniczni najemnicy i bojownicy oddziału Kraken”, których oskarżono o „działania wywrotowe na terytorium Rosji”. Ukraiński wywiad odrzucił te twierdzenia, stwierdzając, że są to „chore urojenia reżimu terrorystycznego”.
5 stycznia 2024 roku gubernator obwodu biełgorodzkiego Wiaczesław Gładkow poinformował, że w związku z atakami w Biełgorodzie ewakuowano ponad 100 osób do Starego Oskoła oraz Gubkina. Do 8 stycznia liczba ewakuowanych osiągnęła 300. Ponadto złożono wnioski o przeniesienie 1300 dzieci do obozów szkolnych w innych częściach Federacji Rosyjskiej. Z powodu ataków odwołano także msze o północy tradycyjnie organizowane z okazji prawosławnego Bożego Narodzenia, przypadającego na 6 stycznia.

## Reakcje
W ciągu kilku dni po ataku Kreml poinformował, że prezydent Rosji Władimir Putin został poinformowany o sytuacji, a minister zdrowia Michaił Muraszko dołączył do zespołu ratowników udających się do Biełgorodu. Rzeczniczka MSZ Marija Zacharowa powiedziała rosyjskiej agencji prasowej TASS, że Wielka Brytania i Stany Zjednoczone ponoszą winę za „atak terrorystyczny” na Biełgorod oraz za rzekome podżeganie „reżimu kijowskiego do prowadzenia działań terrorystycznych”. Oskarżyła także o odpowiedzialność kraje Unii Europejskiej, które dostarczają broń Ukrainie.
Na nadzwyczajnym posiedzeniu Rady Bezpieczeństwa ONZ ambasador Rosji Wasilij Nebenzja potępił ataki na Biełgorod. W odpowiedzi Ukraina i jej sojusznicy zareagowali obwiniając Putina o rozpoczęcie wojny. Przedstawiciel Francji powiedział, że Ukraina broni się zgodnie z prawem ONZ, podczas gdy Stany Zjednoczone i Wielka Brytania stwierdziły, że Putin był odpowiedzialny za śmierć Rosjan, rozpoczynając wojnę. Zastępca sekretarza generalnego ONZ Mohammed Khiari powiedział, że ataki na ludność cywilną i infrastrukturę cywilną „naruszają międzynarodowe prawo humanitarne, są niedopuszczalne i muszą się natychmiast zakończyć”.